# Antoine de La Faye
Antoine de La Faye, latinisé en Fayus, né en 1540 à Châteaudun et mort le 5 septembre 1615 à Genève, est un médecin, théologien et professeur protestant français.
Habile théologien et savant presque universel, il fut l’homme en vue, à cette époque, à Genève, après Théodore de Bèze.

## Biographie
La Faye arriva à Genève à la suite des persécutions ayant marqué les dernières années du règne d’Henri II, il fut nommé régent de 6e au collège de cette ville en 1561. Il fut successivement à la tête des différentes classes, et devint principal, en 1570, après avoir gravi tous les échelons de la hiérarchie, jusqu’au mois d’aout 1574, où il obtint un congé pour aller faire son doctorat en médecine à l’université de Padoue. Il avait, dès 1568, obtenu gratuitement les droits de bourgeoisie genevoise.
À son retour d’Italie, après une absence d’un an environ, il retrouva son poste de principal du collège au mois d’octobre 1575. L’année suivante, il fut chargé d’enseigner le droit. Entretemps, il fut pasteur des paroisses de Chancy, de Dardagny et, en 1580, il fut appelé à desservir Genève. Dès 1577, il remplaça dans la chaire de professeur de philosophie à l’académie de Genève Lambert Daneau parti à Leyde, il fut nommé professeur de théologie en 1584, et enfin recteur de l’Académie en 1580. À côté de lui enseignèrent Jean-Baptiste Rotan, qui fut remplacé par Herrman Lignaridus, et Charles Perrot.
Ami de Théodore de Bèze, il l’accompagna, en 1586, au colloque de Montbéliard et, l’année suivante, à une conférence, qui se tint à Berne pour discuter certaines propositions de Samuel Huber (de). En 1587, la Compagnie des pasteurs le chargea, avec Charles Perrot, Goulart et Rotan, de composer la Préface de la nouvelle version de la Bible à laquelle il avait travaillé avec Bertram et d’autres. En 1594 enfin, le synode national de Montauban le nomma membre de la Commission à laquelle il confia plus spécialement le soin de répondre « aux adversaires ».
Pasteur plein de zèle et très ardent à défendre les droits de la Compagnie des pasteurs, mais ambitieux, intéressé et intrigant, il acquit une si grande influence qu’après la mort de Théodore de Bèze, il dirigea le mouvement religieux, se proposant peut-être de lui succéder, sinon de le supplanter, un jour, et rêvant même de prendre à Genève la place laissée vacante par Calvin. On peut peut-être être rendu responsable de quelques-uns des départs parmi la douzaine de professeurs, sur la trentaine à avoir enseigné à l’université de Genève au XVIe siècle, à l’avoir quittée. C’est pour réfuter un pamphlet anonyme de sa main que François de Sales écrivit sa Defense de I’Estandart de la sainte Croix. La Faye mourut de la peste[réf. nécessaire].
Les principaux ouvrages qu’il a publiés sont une traduction de l’Histoire des Juifs de Josèphe, une Vie de Théodore de Bèze, une Réplique à François de Sales, des Commentaires sur les épitres aux Romains et à Timothée et sur le livre de l’Ecclésiaste, enfin deux recueils de thèses.

## Publications
- Josèphe, Histoire des Juifs, trad. en français, Genève, 1560, in-f°.
- De vernaculis Bibliorum interpretationibus et sacris vernacula lingna peragendis, disputatio, Genève, 1572, in-4°.
- Histoire romaine de Tite-Live padouan, assavoir les XXXV livres restans de tout l’œuvre, continué dès la fondation de Rome jusques au tems d’Auguste, Genève, 1582, in-f° et in-4°, selon ; Gesner ; Paris et Lyon, 1582-84, in-f°: et in-8°, selon Senebier. Traduction de Ab Urbe condita libri.
- Theses theologicæ in schola Genevensi sub Theodoro Bezâ et Antonio Fayo propositæ et disputaiæ, Genève, 1586, in-4°.Cours complet de théologie dogmatique et polémique.
- Disputatio de Verbo Dei, Genève, 1594, in-4°.
- Disputatio de traditionibus adversus earum defensores pontificios, 1592, in-4°.
- Disputatio de Christo mediatore, 1597, in-4°.
- De legitima et falsa sanctorum spirituum adoratione, Genève, Cartier, 1601, in-4°.
- Disputatio de bonis operibus, 1601, in-4°, Genève, de Tournes, 1607, in-4°.
- Geneva liberata, Genève, 1603, in-8°.
- Réplique chrestienne à la response de M. François de Sales, se disant évesque de Genève, sur le traicté de la vertu et adoration de la croix, Genève, 1604, in-8°.
- Enchiridion disputatio theologicarum, Genève, Chouet, 1605, in-4°.
- De baptismo in genere, Genève, 1606, in-4°.
- De vera Christi Ecclesia, Genève, 1606; in-4°.
- ‘Υπομνηματιον Hypomnēmation de vitâ et obitu clarissimi viri D. Theodori Bezæ Vezelii, Genève, 1603; in-4° ; traduit en français par Pierre Solomeau, Genève, 1640, in-8°, et par Antoine Teissier, Genève, 1684 ; in-4°.À la suite, on trouve un grand nombre d’épicèdes et quelques poésies françaises sous le titre : L’honneur ou le Besze du sieur de Chalas à messire Philippe de Mornay ; avec quelques stances et sonnets sur le trespas de M. de Besze, par Gabriel Cartier.
- Commentarius in Epistolam ad Romanos, 1608, in-8°, Genève, 1609, in-8°, avec les deux suivants :
- Commentarius in I ad Timotheum, Genève, 1609, in-8°.
- Commentarius in librum Salomonis qui inscribtur Ecclesiastes. Accessit comment, in Ps. XLIX, Genève, 1609, in-8°.
- Emblemata et Epigrammata selecta ex stromatis peripateticis, Genève, 1640 ; in-8° et in-4°.On trouve dans le vol. 837 de la Collect. Dupuy, Diverses épigrammes latines de La Faye, probablement inédites.

Jöcher attribue encore à La Faye une dissertation De dominatione Petri, et Senebier, Jacobi Lectii Oratio funebris. On conserve quelques lettres de lui à la Bibliothèque publique de Berne.

## Sources
- Frères Haag, La France protestante : ou Vies des protestants français qui se sont fait un nom dans l’histoire depuis les premiers temps de la réformation jusqu’à la reconnaissance du principe de la liberté des cultes par l’Assemblée nationale, t. 6. Huber-Lesage, Paris, Joël Cherbuliez, 1846-1859, 516 p., in-8° (lire en ligne), p. 186-8.
- Henri Heyer, Documents pour servir à l’histoire de l’Académie de Genève : Catalogue des thèses de théologie soutenues à l’académie de Genève pendant les XVIe, XVIIe et XVIIIe siècles, t. 5, Genève, Georg et cie, 1898, 167 p. (lire en ligne)